# Vegañán
Vegañán (oficialmente en asturiano: Veigañán) es una entidad singular de población, con la categoría histórica de casería, perteneciente al concejo de Pravia, en el Principado de Asturias (España). Según el diccionario de Madoz publicado a mediados del siglo XIX, se enmarcaba dentro de la parroquia de Quinzanas, si bien, actualmente, pertenece a la de Corias.
Alberga una población de 17 habitantes (INE 2009) y está situada en una vega en la margen izquierda del río Narcea, a una altitud de 40 m.
La principal vía de comunicación es un camino vecinal asfaltado, que comunica Vegañán con las carreteras AS-16 y AS-39 en las cercanías del Puente de Quinzanas. En sentido contrario, a través de Villanueva, se alcanza Palla, donde se enlaza con la carretera AS-347. Dista 5,3 km de la villa de Pravia, capital del concejo.
Vegañán celebra la festividad de Santa Ana el 26 de julio.